# Spurrite
La spurrite, descritta per la prima volta nel 1908, deve il suo nome a Josiah Edward Spurr (1870-1950) geologo ed esploratore statunitense.
Insieme alla tilleyite ed alla scawtite costituisce gli unici silicati di carbonato di calcio.

## Abito cristallino
La struttura della spurrite è costituita da due strati uno costituito da poliedri di CaO8 uniti da gruppi di CO3 e un altro formato da poliedri di CaO7 e da tetraedri isolati di Si2O7.

## Origine e giacitura
Si forma all'interno di skarn sottoposti ad alte temperature formatesi al contatto di intrusioni quarzo-monzonitiche fino a monzodioriti con rocce incassanti calcaree. Si associa alla tilleyite e gehlenite, in misura minore granati e wollastonite.
Viene rinvenuta anche all'interno dei formi rotativi per la fabbricazione del cemento.